# ГЕС Дхауліганга
ГЕС Дхауліганга – гідроелектростанція на півночі Індії у штаті Уттаракханд. Використовує ресурс із річки Дхауліганга, правої притоки Сарди, яка в свою чергу є правою притокою Ґхаґхари (впадає ліворуч до Гангу). Можливо відзначити, що в тому ж штаті протікає й інша річка з назвою Дхауліганга, з якої отримує ресурс ГЕС Тапован-Вішнугад.
В межах проекту річку перекрили кам’яно-накидною греблею із бетонним облицюванням висотою 56 метрів та довжиною 270 метрів, яка потребувала 1 млн м3 матеріалу. Вона утворила водосховище з площею поверхні 0,22 км2 та об’ємом 3,3 млн м3 (корисний об’єм 2,3 млн м3), в якому можливе коливання рівня поверхні між позначками 1330 та 1345 метрів НРМ. 
Зі сховища під правобережним гірським масивом прокладено дериваційний тунель довжиною 5,4 км з діаметром 6,5 метра, який подає ресурс до підземного машинного залу, спорудженого вже на правому березі Сарди нижче від устя Дхауліганги. В системі також працює вирівнювальний резервуар висотою 96 метрів та діаметром 14 метрів.
Основне обладнання станції складають чотири турбіни типу Френсіс потужністю по 70 МВт, які при напорі у 297 метрів забезпечують виробництво 1135 млн кВт-год електроенергії на рік.
Видача продукції відбувається по ЛЕП, розрахованій на роботу під напругою 220 кВ.